# 크로아티아 철도

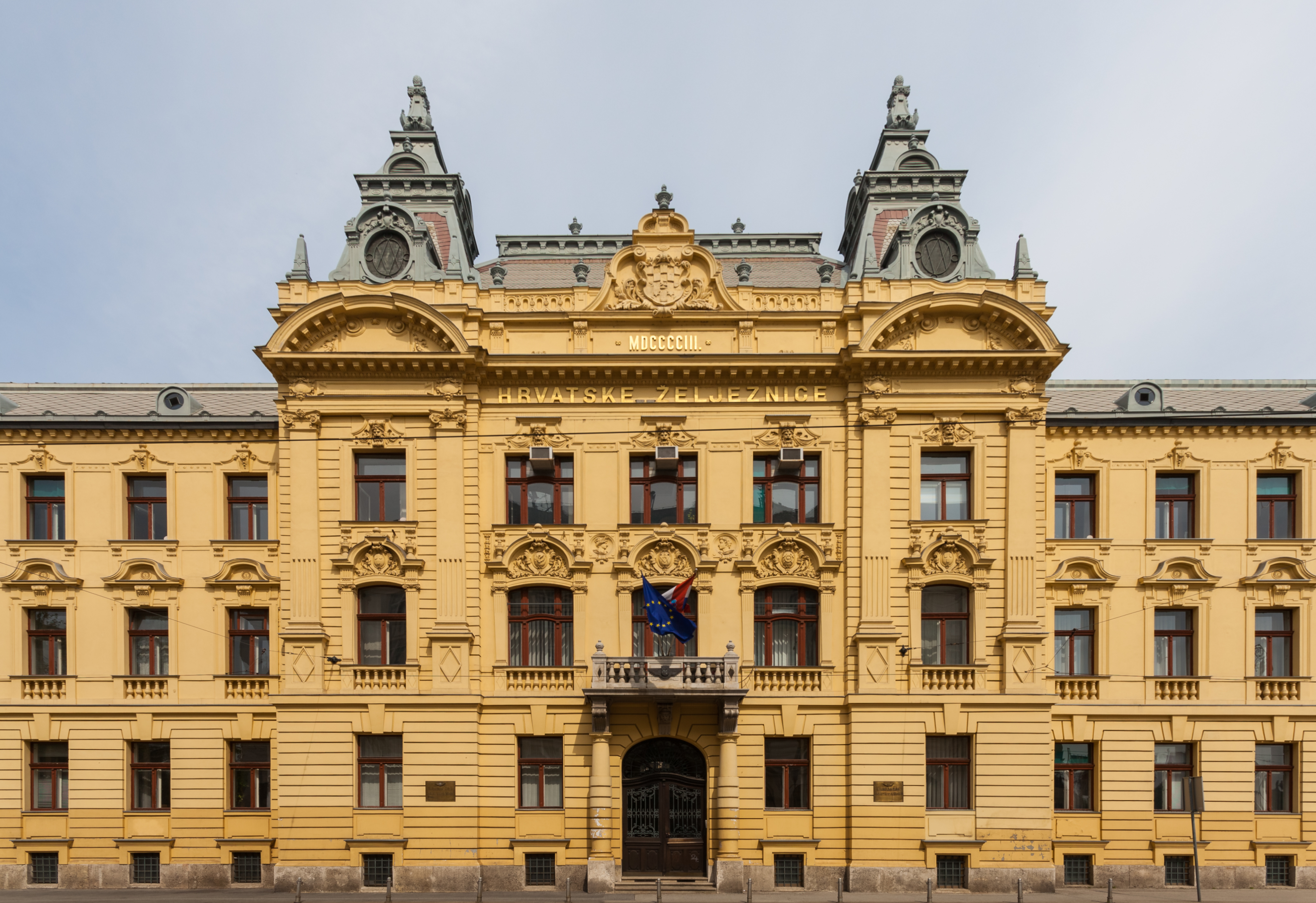
본사

크로아티아 철도(Croatian Railways, Hrvatske željeznice, HŽ)는 크로아티아의 국가 철도 기업이다. 크로아티아는 국제 철도 연맹(UIC)의 일원이다. 크로아티아의 UIC 국가 코드는 78이다. 크로아티아 철도망은 2018년에 20,270,000명의 승객을 수송했다.

## 기관차 및 트레인세트
- 25 kV 전기기관차
  - HŽ 1141.0
  - HŽ 1141.1
  - HŽ 1141.2
  - HŽ 1141.3
  - HŽ 1142.0
- 디젤기관차
  - HŽ 2041
  - HŽ 2044
  - HŽ 2062.0
  - HŽ 2063.0
- Shunting 디젤기관차
  - HŽ 2132.0
  - HŽ 2132.1
  - HŽ 2132.2
  - HŽ 2132.3
- 전기 트레인세트:
  - HŽ 6111.0
  - HŽ 6112.0

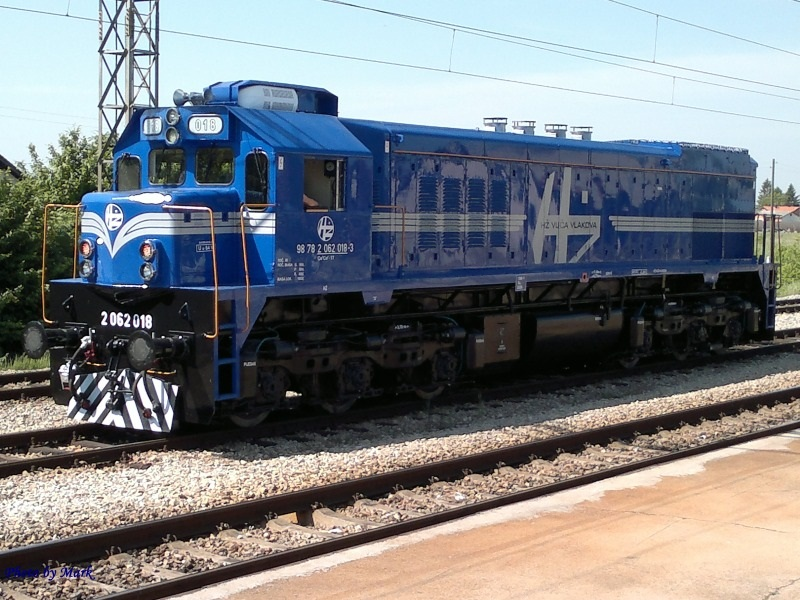
A diesel locomotive built by General Motors

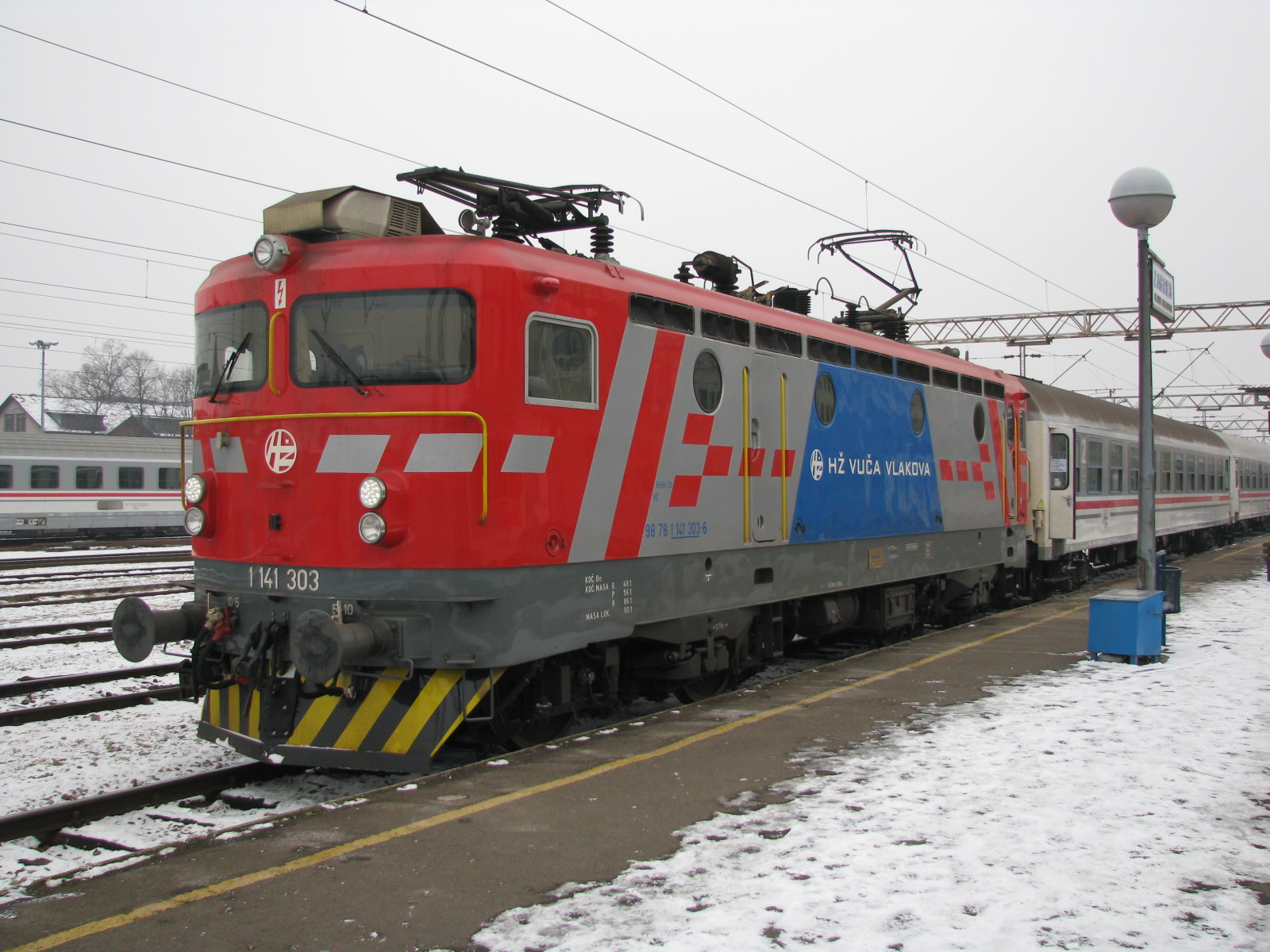
Renovated class 1141 built in the 1980s by Končar, Zagreb. Originally it was built by ASEA, Sweden

- 디젤 트레인세트: 3 classes (ICN 포함)
  - HŽ 7022.0
  - HŽ 7023.0
  - HŽ 7121.0
  - HŽ 7121.1
  - HŽ 7122.0
  - HŽ 7123.0